# Кикуджиро
«Кикуджиро» (яп. 菊次郎の夏 Кикудзиро: но нацу, «Лето Кикудзиро») — восьмой фильм японского режиссёра Такэси Китано, вышедший на экраны в 1999 году..

## Сюжет
Действие фильма происходит в Японии, в наши дни. Масао, маленький мальчик, учится в школе и живёт с бабушкой, но начались летние каникулы и все друзья уехали отдыхать, а Масао некуда ехать. Найдя дома в шкафу открытку с адресом матери, Масао отправляется на её поиски, но встречает бывшую бабушкину соседку с мужем, которая просит мужа помочь Масао в его поисках.

## В ролях
- Бит Такэси — Кикудзиро
- Юсукэ Сэкигути — Масао
- Нэдзуми Мамура — Путешественник
- Грейт Гидайю — Толстый байкер
- Раккё Идэ — Лысый байкер
- Каёко Кисимото — Жена Кикудзиро
- Кадзуко Ёсиюки — Бабушка Масао
- Юко Дайкэ — Мать Масао
- Бит Киёси — Человек на остановке

Кикудзиро — имя отца Такэси Китано. Комментарии режиссёра:

«После „Фейерверка“ я почувствовал, что мои фильмы стереотипны, „главарь банды, насилие, жизнь и смерть“, и мне трудно отождествлять себя с ними. Поэтому я решил сделать фильм, который никто не мог бы предсказать. По правде говоря, сюжет данного фильма принадлежит к жанру, который вне моей компетенции. Но я всё равно решил снять этот фильм, чтобы доказать себе, что я справлюсь с обыкновенной историей и сделаю её полностью своей, со своей режиссурой. В действительности, хотя история самая обычная, я провел огромное количество экспериментов с образами, и думаю, что получился довольно странный авторский фильм полностью под моей маркой. Думаю продолжить обманывать ожидания зрителей, в положительном смысле».

| Когда я был маленьким, я почти не говорил со своим отцом. Он пил, дрался, и я прятался от него под кроватью. Фильм «Кикудзиро» начался с того, что я захотел рассказать историю о ком-то, кто мог бы быть моим отцом, хотя практически ничего не знаю о реальных взаимоотношениях отца и сына. Я специально дал главному герою театральное, а не обычно японское имя, чтобы сохранить дистанцию. Такэси Китано |

## Призы
- Лучший актёр (Такэси Китано), Международный кинофестиваль в Вальядолиде, 1999
- Лучшая актриса второго плана (Каёко Кисимото), Премия Японской киноакадемии, 2000
- Лучшая музыка к фильму (Дзё Хисаиси), Премия Японской киноакадемии, 2000
- Приз ФИПРЕССИ Такэси Китано «за восприятие драмы одиночества и самоуглубления с оригинальным чувством смешного и за богатейшее индивидуальное режиссёрское видение мира», 1999